# کانائه هایاشی
کانائه هایاشی (انگلیسی: Kanae Hayashi؛ زادهٔ ۲۷ فوریهٔ ۱۹۹۴) بازیکن فوتبال اهل ژاپن است.